# Ivar Skeppstedt
Karl Ivar Skeppstedt, född 19 februari 1905 i Gävle församling, död 21 december 1966 i Svegs församling, var en svensk mc-förare och svensk mästare. Arbetade under 1930-talet som fabriksförare för märket Husqvarna, som tillverkades av dåvarande Husqvarna Vapenfabriks AB, numera känt som Husqvarna AB.
Hösten 1936 vann Ivar Skeppstedt en speedwaytävling på Solvalla med en Husqvarna 2 cyl. 500cc byggd 1934. Sedan maskinen byggts om för landsvägsbruk, kördes den till seger i Skarpnäcksloppet 1948 och 1949, då med Eskil Carlsson som förare. Återställd till originalskick finns den nu bevarad hos mc-entusiasten Curt Borgenstam i Stockholm.
Redan 1928 hittar man Ivar Skeppstedt överst eller högt upp i prislistorna, då på en FN-maskin.
Han är gravsatt på Gamla kyrkogården i Gävle.